# Margot Pilz
Margot Pilz (1936, Haarlem, Països Baixos) és una artista feminista neerlandesa, pionera de l'art conceptual i digital a Àustria. Va ser un dels primers artistes austríacs a combinar ordinadors i fotografia. Les seves obres reflecteixen la cultura avantguardista dels anys seixanta i setanta en les seves tècniques experimentals i aspectes performatius. Durant la dècada de 2010 la seva obra va despertar un nou interès.

## Biografia
Va començar a fer-se autoretrats després d'una experiència que va canviar la seva vida. El 14 d'abril de 1978, va assistir a una trobada de dones a Viena i, quan un grup de policies va actuar amb violència per obligar les participants a deixar lliure el carrer, Pilz va aguantar amb fermesa. La sèrie fotogràfica Selbstauflösung (Autodissolució, 1978/2015) és probablement la manera més dràstica d'il·lustrar el seu estat emocional i psicològic de l'època. En aquestes imatges veiem l'artista movent el cap endavant i enrere, intentant, en va, alliberar-se de les corretges que du posades al pit. En una altra de les seves obres, Hände (Mans, 1978), veiem unes imponents mans retratades molt de prop que se'ns mostren vagament amenaçadores. El motiu és ambivalent; combina una sensació d'agressivitat continguda i reprimida amb un aire contemplatiu. I és que les mans poden ser un vehicle d'expressió tan vàlid com ho és la cara.
Arbeiterinnenaltar (Altar de les treballadores, 1981) destapa les pràctiques laborals injustes en una planta de torrefacció de cafè, comparant els salaris de les treballadores, el temps que porten a la feina i les tasques que se’ls assignen, amb els equivalents dels seus col·legues homes.